# 다이노코어
《다이노코어》(DinoCore)는 투바엔터테인먼트가 제작한 대한민국의 텔레비전 애니메이션이다.

## 줄거리
- 시즌 1

지구를 지키기 위해 싸우는 다이노 마스터인 렉스! 우연히 주운 다이노튜너를 차니 갑자기 '티라노, 샤벨, 스테고'등의 '코어'라는 불리는 공룡자동차들이 등장! 그것을 이용해서 2대의 합체용 메카들을 소환, 합체해서 메카다이노들에 맞서 싸운다!
- 시즌 2

다크노를 뛰어넘는 새로운 적인 비토의 등장으로 인해 새로운 메카다이노와 홀로 전투를 벌이는 렉스에게 새로운 친구들이 찾아온다!
- 시즌 3

비토를 쓰러뜨린 이후, 지구에 떨어진 갤럭시스톤을 찾으러 온 새로운 적인 파드라의 공격에 맞서 가족과 친구들을 지키기 위한 렉스와 아칸의 모험이 시작된다!
- 에볼루션

다크노와 파드라로부터 다이노 아일랜드를 구한지 1년후, 위기에 빠진 다이노 행성을 구하기 위해 떠나는 렉스와 아칸의 새로운 모험이 시작된다!
- 에볼루션 시즌 2

스피노족 중의 하나인 레오가 다이노 마스터가 되고, 코스모사우루스에 의해 봉인당한 메가 디파이터 드래곤이 부활하자마자 드래곤스톤을 찾아 모으기 위해 주인공 렉스와 친구들과 함께 모험을 시작한다!

## 등장 인물
- 렉스
- 아칸 웨이
- 에밀리
- 존
- 파브로
- 카야
- 레오
- 라키나
- 케인

### 악역
- 다크노
- 비토
- 파드라
- 다크킹
- 코스모사우루스

## 등장 메카

### 다이노코어
- 티라노 코어
- 샤벨 코어
- 스테고 코어
- 케라토 코어
- 트리 코어
- 매머드 코어

### 합체용 메카
- 브라키오
- 안킬로
- 플레시오
- 디메트로돈
- 알로사우루스
- 프테라노돈

### 변형 메카
- 메가 디파이터 티라노/트리/크로노/드래곤

### 합체 로봇
- 디버스터(티라노 코어＋브라키오)
- 디버스터 샤벨(샤벨 코어＋브라키오
- 디버스터 스테고(스테고 코어＋브라키오)
- 디세이버(케라토 코어＋플레시오)
- 디세이버 트리(트리 코어＋플레시오)
- 디세이버 매머드(매머드 코어＋플레시오)
- 얼티밋 킹다이노(메가 디파이터 드래곤＋메가 디파이터 티라노＋메가 디파이터 트리＋메가 디파이터 크로노)

### 초합체 로봇
- 메가 디버스터(디버스터＋안킬로)
- 메가 디버스터 샤벨(디버스터 샤벨＋안킬로)
- 메가 디버스터 스테고(디버스터 스테고＋안킬로)
- 메가 디세이버(디세이버＋디메트로돈)
- 메가 디세이버 트리(디세이버 트리＋디메트로돈)
- 메가 디세이버 매머드(디세이버 매머드＋디메트로돈)

### 최강합체 로봇
- 울트라 디버스터(메가 디버스터＋샤벨/스테고 코어)
- 울트라 디세이버(메가 디세이버＋트리/매머드 코어)

궁극 합체
- 얼티밋 디버스터(울트라 디버스터＋트리/매머드 코어＋알로사우루스)
- 하이퍼 디세이버(메가 디세이버＋프테라노돈)

## 목소리 출연
- 안현서: 렉스
- 심규혁: 아칸 웨이
- 김하영: 에밀리
- 이지현: 존, 트리, 라키나, 파드라
- 김용준: 파브로, 비토
- 이현: 다크노, 코스모사우루스, 매머드, 케인
- 엄상현: 샤벨, 다크킹
- 안소이: 카야
- 시영준: 티라노
- 민응식: 스테고
- 한신: 케라토
- 홍범기: 바리온
- 표영재: 얼티밋 튜너
- 방연지: 레오
- 윤동기: 메가 디파이터 티라노
- 진정일: 메가 디파이터 트리
- 손수호: 메가 디파이터 크로노
- 최한: 메가 디파이터 드래곤

## 방영 목록

### 다이노코어
| 회차       | 제목                         | 방송 일자        |
| ---------- | ---------------------------- | ---------------- |
| 1화        | 출동! 다이노코어             | 2016년 8월 26일  |
| 2화        | 2대합체! 디버스터            | 2016년 9월 2일   |
| 3화        | 초2대합체! 메가 디버스터     | 2016년 9월 9일   |
| 4화        | 극한3대합체! 울트라 디버스터 | 2016년 9월 16일  |
| 5화        | 드디어 코어 체인지!          | 2016년 9월 23일  |
| 6화        | 다크 엔젤 카야               | 2016년 9월 30일  |
| 7화        | 렉스와 함께 피자 춤을!       | 2016년 10월 7일  |
| 8화        | 내 친구 쭈쭈                 | 2016년 10월 14일 |
| 9화        | 위기의 티라노                | 2016년 10월 21일 |
| 10화       | 공주를 구하라                | 2016년 10월 28일 |
| 11화       | 그 카야가 이 카야!           | 2016년 11월 4일  |
| 12화       | 대결! 렉스 VS 다크노         | 2016년 11월 11일 |
| 13화       | 친구와 함께 하는 피자!       | 2016년 11월 18일 |
| 14화       | 새로운 적 비토               | 2017년 3월 17일  |
| 15화       | 신입 코어 트리 등장          | 2017년 3월 24일  |
| 16화       | 헤이 요! 난 더블 MD          | 2017년 3월 31일  |
| 17화       | 극한3대합체! 울트라 디세이버 | 2017년 4월 7일   |
| 18화       | 진정한 다이노 마스터         | 2017년 4월 14일  |
| 19화       | 피자 배달 레이스             | 2017년 4월 23일  |
| 20화       | 아칸 VS 자전거               | 2017년 4월 30일  |
| 21화       | 찾았다 갤럭시스톤            | 2017년 5월 7일   |
| 22화       | 다이노 콘테스트              | 2017년 5월 14일  |
| 23화       | 다크노의 눈물                | 2017년 5월 21일  |
| 24화       | 최강 바보 합체               | 2017년 5월 28일  |
| 25화       | 비토의 음모                  | 2017년 6월 4일   |
| 26화       | 어둠의 역습                  | 2017년 6월 11일  |
| 27화       | 코스모사우루스의 사냥꾼      | 2017년 10월 7일  |
| 28화       | 궁극4대합체! 얼티밋 디버스터 | 2017년 10월 14일 |
| 29화       | 비눗방울 대소동              | 2017년 10월 21일 |
| 30화       | 은빛날개! 하이퍼 디세이버    | 2017년 10월 28일 |
| 31화       | 가짜를 찾아라                | 2017년 11월 4일  |
| 32화       | 깨끗이 씻어내요              | 2017년 11월 11일 |
| 33화       | 룰루랄라 댄싱전사            | 2017년 11월 18일 |
| 34화       | 따라와볼테면 따라와봐!       | 2017년 11월 25일 |
| 35화       | 두더지를 잡아라              | 2017년 12월 2일  |
| 36화       | 거대한 그림자의 습격         | 2017년 12월 9일  |
| 37화       | 코스모사우루스의 눈          | 2017년 12월 16일 |
| 38화       | 빛과 어둠                    | 2017년 12월 23일 |
| 최종화(39) | 고고! 다이노 행성으로        | 2017년 12월 30일 |

### 다이노코어 에볼루션
| 회차       | 제목                            | 방송 일자        |
| ---------- | ------------------------------- | ---------------- |
| 1화        | 돌아온 다이노 마스터            | 2018년 3월 17일  |
| 2화        | 도착! 다이노행성                | 2018년 3월 24일  |
| 3화        | 땅속 괴물의 습격                | 2018년 3월 31일  |
| 4화        | 사막의 전사, 스피노족           | 2018년 4월 7일   |
| 5화        | 환상의 신기루! 드림스콜         | 2018년 4월 14일  |
| 6화        | 시간이 멈춘 다이노 아일랜드     | 2018년 4월 21일  |
| 7화        | 멈추지 않는 질주 머신, 샤크봄버 | 2018년 5월 5일   |
| 8화        | 나의 소중한 친구                | 2018년 5월 12일  |
| 9화        | 북쪽 마녀를 찾아서              | 2018년 5월 19일  |
| 10화       | 다시 만난 에밀리                | 2018년 5월 26일  |
| 11화       | 빼앗긴 튜너                     | 2018년 6월 2일   |
| 12화       | 빛과 어둠                       | 2018년 6월 9일   |
| 13화       | 새로운 힘! 드래곤스톤           | 2018년 6월 16일  |
| 14화       | 새로운 친구 크로노              | 2018년 10월 12일 |
| 15화       | 드래곤 큐브를 지켜라!           | 2018년 10월 19일 |
| 16화       | 봉인 해제                       | 2018년 10월 26일 |
| 17화       | 기억을 잃은 드래곤              | 2018년 11월 2일  |
| 18화       | 첫번째 조각을 찾아서            | 2018년 11월 10일 |
| 19화       | 다이노헌터 케인                 | 2018년 11월 17일 |
| 20화       | 폭주하는 케인                   | 2018년 11월 24일 |
| 21화       | 스펙터의 동굴                   | 2018년 12월 1일  |
| 22화       | 스펙터의 함정                   | 2018년 12월 8일  |
| 23화       | 출격! 북쪽마녀호                | 2018년 12월 15일 |
| 24화       | 케인의 과거                     | 2018년 12월 22일 |
| 25화       | 사라진 빛                       | 2018년 12월 29일 |
| 최종화(26) | 우주 최후의 전투                | 2019년 1월 5일   |

## 완구 제품
- 레전더리 튜너
- 킹 다이노 블레이드

### 변신 로봇 시리즈
- 메가 디파이터 티라노
- 메가 디파이터 트리
- 메가 디파이터 크로노
- 메가 디파이터 드래곤

### 합체 로봇 시리즈
- 얼티밋 킹 다이노

### 기타
- 대답해! 트레온